# Đại lượng không thứ nguyên
Đại lượng không thứ nguyên là đại lượng mà không có thứ nguyên vật lý nào được gán cho nó. Nó còn được gọi là số trần, số thuần hoặc đại lượng thứ nguyên một  và đơn vị đo tương ứng trong hệ SI là một (hoặc 1) đơn vị  và nó không được hiển thị rõ ràng.
Số lượng không thứ nguyên được sử dụng rộng rãi trong nhiều lĩnh vực, như toán học, vật lý, hóa học, kỹ thuật và kinh tế. Ví dụ về đại lượng được gán thứ nguyên thường xuyên như chiều dài, thời gian và tốc độ, được đo bằng đơn vị thứ nguyên như mét, giây và mét trên giây. Điều này được coi là để hỗ trợ sự hiểu biết trực quan. Tuy nhiên, đặc biệt là trong vật lý toán học, sẽ thuận tiện hơn khi bỏ việc gán các thứ nguyên rõ ràng và biểu thị các đại lượng không thứ nguyên, ví dụ, giải quyết tốc độ ánh sáng đơn giản bằng số 1 không thứ nguyên.